# Liberia LA03
LA03 var namnet på det tredje skyttekompaniet som ingick i det svenska bidraget till den FN-ledda insatsen UNMIL i Liberia.
Förbandet grupperade på Camp Clara i Monrovia tillsammans med irländska förbandsenheter. Sveriges bidrag bestod av ett skyttekompani med stödfunktioner. Förbandet uppgift till cirka 230 soldater. Huvudansvaret för LA03:s uppsättande var Norrbottens regemente (I 19). 

## Förbandsdelar
- Kontingentschef: Övlt Rikard De-Geer / Övlt Mikael Johansson
- Skyttekompanichef: Mj Hans Rehnberg
- Chef CSE: Mj Söderberg